# شيخ محمد خالد
شيخ محمد خالد حنفي (بالبشتوية: شيخ محمد خالد حنفي)‏، هو القائم بأعمال وزير الأمر بالمعروف والنهي عن المنكر (وزير الدعوة والإرشاد) لإمارة أفغانستان الإسلامية منذ 7 سبتمبر 2021. وهو من أصل نورستاني، من قرية كولام في ولاية نورستان.